# Nationaler Rat der DDR zur Pflege und Verbreitung des Deutschen Kulturerbes
Der Nationale Rat der DDR zur Pflege und Verbreitung des Deutschen Kulturerbes oder meist kurz „Erberat“ war ein Gremium, das sich zusammensetzte aus den Vorsitzenden der Staatsorgane (außer dem Ministerrat der DDR) und den Leitern bedeutender kultureller, wissenschaftlicher und gesellschaftlicher Einrichtungen. Insgesamt besaß die dem DDR-Ministerrat unterstellte Institution 25 Mitglieder; den Vorsitz hatte der jeweilige Kulturminister inne. Dieses Gremium konstituierte sich am 18. September 1980, im Haus des Ministerrates der DDR, in Berlin.
Die Aufgaben des Erberates bestanden vor allem in der Planung und Organisation von Jubiläen und Gedenktagen. Damit  fiel dem Gremium eine wesentliche propagandistische Rolle in der Kulturpolitik der SED zu: Mit seiner Hilfe sollte die Bedeutung des nationalen Erbes unterstrichen und die sozialistische Nationalkultur weiter ausgeprägt werden.
U.a. wurden folgende Projekte von dem Erberat geplant und in Gang gebracht:
- Planung eines Theater-Museums
- Populärwissenschaftliche Darstellung zu Leben und Werk der Weimarer Klassiker
- Einrichtung von 48 neuen Museen zwischen 1980 und 1985
- Erforschung der Betriebsgeschichte von Kombinaten und einzelnen Industriezweigen
- Anstöße für die Bewahrung, Erschließung und Nutzung von Sachzeugen der Produktionsgeschichte und technischen Denkmalen

Einer der letzten großen Beschlüsse des „Nationalen Rates zur Pflege und Verbreitung des Deutschen Kulturerbes“ umfasste einen fünfjährigen „Ehrungszyklus“, beginnend 1987 mit dem 100. Geburtstag Arnold Zweigs und endend mit dem 100. Geburtstag Johannes R. Bechers im Jahr 1991.